# Thomas Drescher (Kirchenmusiker)
Thomas Drescher (* 1955) ist ein deutscher katholischer Kirchenmusiker und von 1995 bis 2018 Leiter des Instituts für Kirchenmusik der Diözese Mainz.

## Biographie
Thomas Drescher studierte Schul- und Kirchenmusik in Heidelberg, Mannheim und Freiburg. Es folgten Orgelstudien, u. a. bei Heinz-Markus Göttsche, Hermann Schäffer und Zsigmond Szathmáry. 1982 legte er das A-Examen für Katholische Kirchenmusik ab.
Von 1983 bis 1991 war er Bezirkskantor der Erzdiözese Freiburg, für die Region Odenwald-Tauber und Kirchenmusiker der Gemeinde St. Martin in Tauberbischofsheim. Er ist Gründer der „Tauberfränkischen Kantorei“.
Im November 1991 wurde er an das Institut für Kirchenmusik des Bistums Mainz berufen, dessen Leiter er seit Juli 1995 ist. Im Stadtbereich von Mainz ist er als Organist tätig und leitete 1997/1998 den Christian-Erbach-Chor Gau-Algesheim. Als Organist, Sänger und Dirigent hat er bei Konzerten und CD-Produktionen mitgewirkt. Im Dezember 2018 wurde er von Bischof Peter in den Ruhestand verabschiedet.
| Vorgänger  | Amt                                                   | Nachfolger   |
| ---------- | ----------------------------------------------------- | ------------ |
| Gert Augst | Leiter des Instituts für Kirchenmusik Mainz 1995–2018 | Lutz Brenner |

| Personendaten    | Personendaten                                                         |
| ---------------- | --------------------------------------------------------------------- |
| NAME             | Drescher, Thomas                                                      |
| KURZBESCHREIBUNG | deutscher Kirchenmusiker, Leiter des Instituts für Kirchenmusik Mainz |
| GEBURTSDATUM     | 1955                                                                  |